# Latijnse school (Leiden)
De Latijnse school is een rijksmonument in de binnenstad van de Nederlandse stad Leiden. Onder andere Rembrandt van Rijn heeft hier les gekregen.
Het gebouw aan de Lokhorststraat in de Pieterswijk dateert uit 1599-1600 en is ontworpen door stadsmetselaar Jacob Dircxz. den Dubbelden en stadssteenhouwer Claes Cornelisz. van Es in moderne renaissancestijl met een hoog opgaande trapgevel met verbreding aan de rechterzijde. Het ingangspoortje is in Toscaanse stijl.
De Latijnse school was de voorloper van het Stedelijk Gymnasium Leiden dat in 1883 het pand verliet. Hierna zijn er nog andere onderwijsinstellingen in het pand gevestigd geweest.
In 1982 werd het pand grondig gerestaureerd door de Stichting Diogenes Leiden, die het pand sindsdien verhuurt als kantoorgebouw.

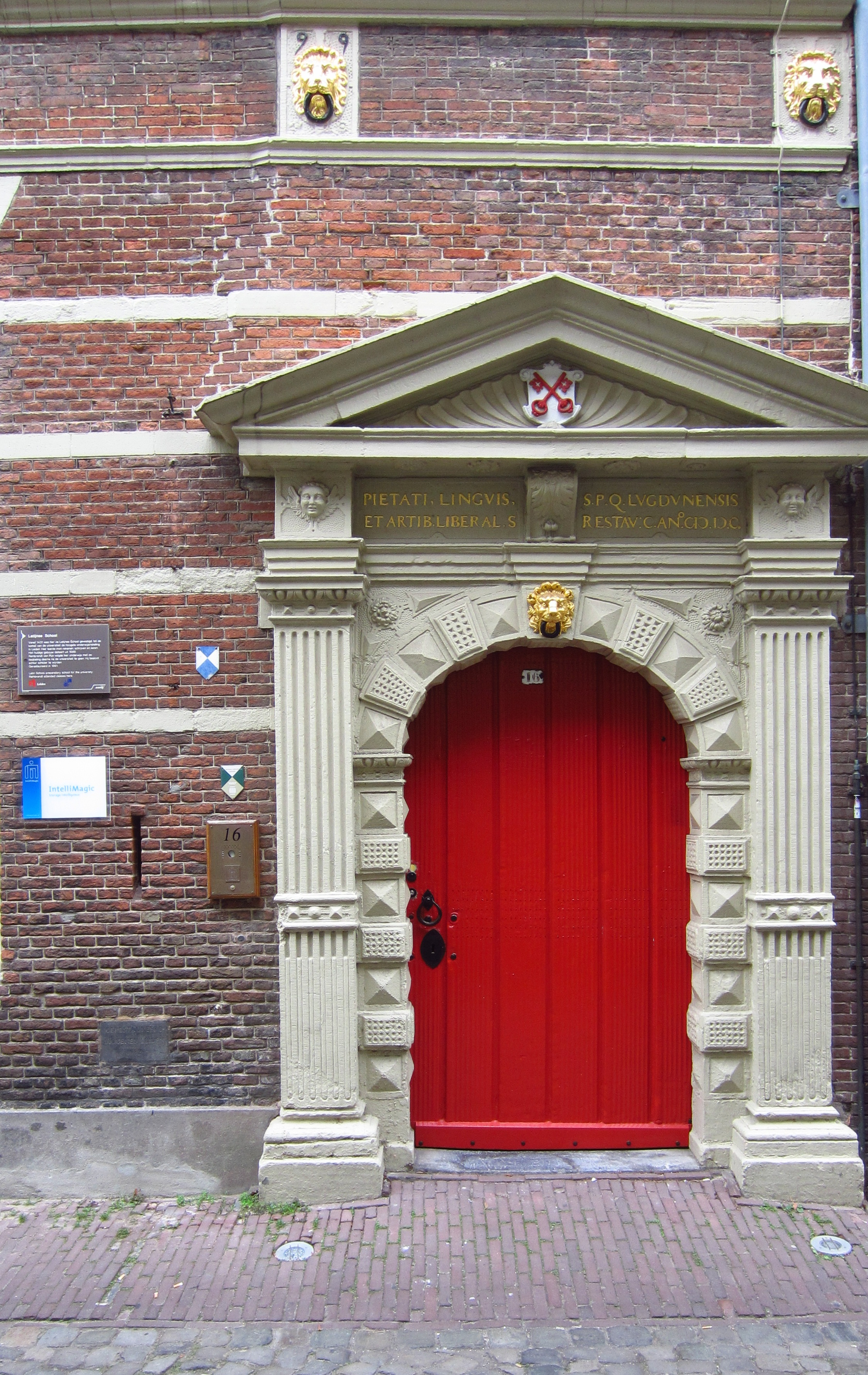
toegangsdeur